# Georges Cassander
Georges Cassander (en néerlandais Joris Cassander), né le 24 août 1513 à Pittem, mort le 3 février 1566 à Cologne, est un humaniste et théologien flamand, défenseur, à la suite d'Érasme, de l'irénisme en matière de religion.

## Biographie
Il fit ses études à l'Université de Louvain, et fut professeur de lettres à Bruges de 1541 à 1543. Il voyagea ensuite en Europe, puis s'installa à Cologne en 1549. Il abandonna alors l'étude des belles-lettres pour se consacrer à l'exégèse biblique et à la théologie. Sur la question du conflit entre catholiques et protestants qui commençait alors à faire rage, il publia anonymement en 1561 un traité intitulé De officio pii ac publicæ tranquillitatis vere amantis viri in hoc religionis dissidio (Le devoir d'un homme pieux et aimant vraiment la tranquillité publique dans la présente querelle religieuse) : tout en déclarant que nul n'avait le droit, sous prétexte d'abus, de subvertir l'Église, il ne cachait pas que les prétentions des papistes intransigeants lui paraissaient exagérées, et il soutenait qu'avec un minimum de charité chrétienne on pouvait se mettre d'accord sur les points fondamentaux de la doctrine. Ce texte fut diffusé et défendu, au colloque de Poissy (septembre 1561), par son ami le juriste François Baudouin. Il fut dénoncé par les intransigeants des deux bords : Jean Calvin y fit une réponse virulente, dans laquelle il attribuait par erreur le texte à Baudouin lui-même (qui avait été son secrétaire quelques années auparavant), à quoi Baudouin fit deux répliques écrites aussi peu amènes ; du côté catholique, le théologien Guillaume van der Linden (« Lindanus »), nommé en 1562 évêque de Ruremonde, écrivit directement à Cassander.
En 1563, à la demande du duc Guillaume de Clèves, Cassander rédigea un traité contre les positions des anabaptistes : De baptismo infantium (complété en 1565 par une Pars altera). En 1564, il publia un texte intitulé De sacra communione Christiani populi in utraque panis et vini specie, défendant la communion sous les deux espèces y compris pour les laïcs ; l'empereur germanique Ferdinand Ier, intéressé par cette idée, l'invita à Vienne pour le consulter sur la meilleure façon d'obtenir la paix religieuse. Malade et ne pouvant se déplacer, Cassander répondit par écrit par la Consultatio de articulis religionis inter catholicos et protestantes controversis, adressée à l'empereur Maximilien II (Ferdinand Ier étant mort le 25 juillet 1564). Ce dernier texte ne convainquit pas davantage les intransigeants des deux camps.
Une collection incomplète de ses œuvres fut publiée à Paris en 1616 (Georgii Cassandri... opera quæ reperiri potuerunt omnia, epistolæ CXVII et colloquia II cum Anabaptistis, nunc primum edita, Paris, chez Jérôme Drouart, 1616), volume qui fut mis à l'Index l'année suivante.